# Abrophyllum
Abrophyllum (sinònim: Brachynema F.Muell.) és un gènere monotípic de plantes amb flors dins la família Saxifragaceae sensu lato segons Engler, A. a Engler & Prantl i Schulze-Menz, G. K. a Melchior, 1964; està posat dins la subfamília Escallonioideae, Tribu Cuttsieae, està estretament emparentat amb Cuttsia. A l'APG II system Abrophyllum està ficat a la família Rousseaceae.
La seva única espècie és Abrophyllum ornans que és un arbust o un arbret de fins 8 m d'alt.
És planta nativa d'Austràlia (New South Wales i Queensland). Habita la selva plujosa tropical i temperada càlida. Des de Illawarra de New South Wales fins a la serralada McIlwraith Range.

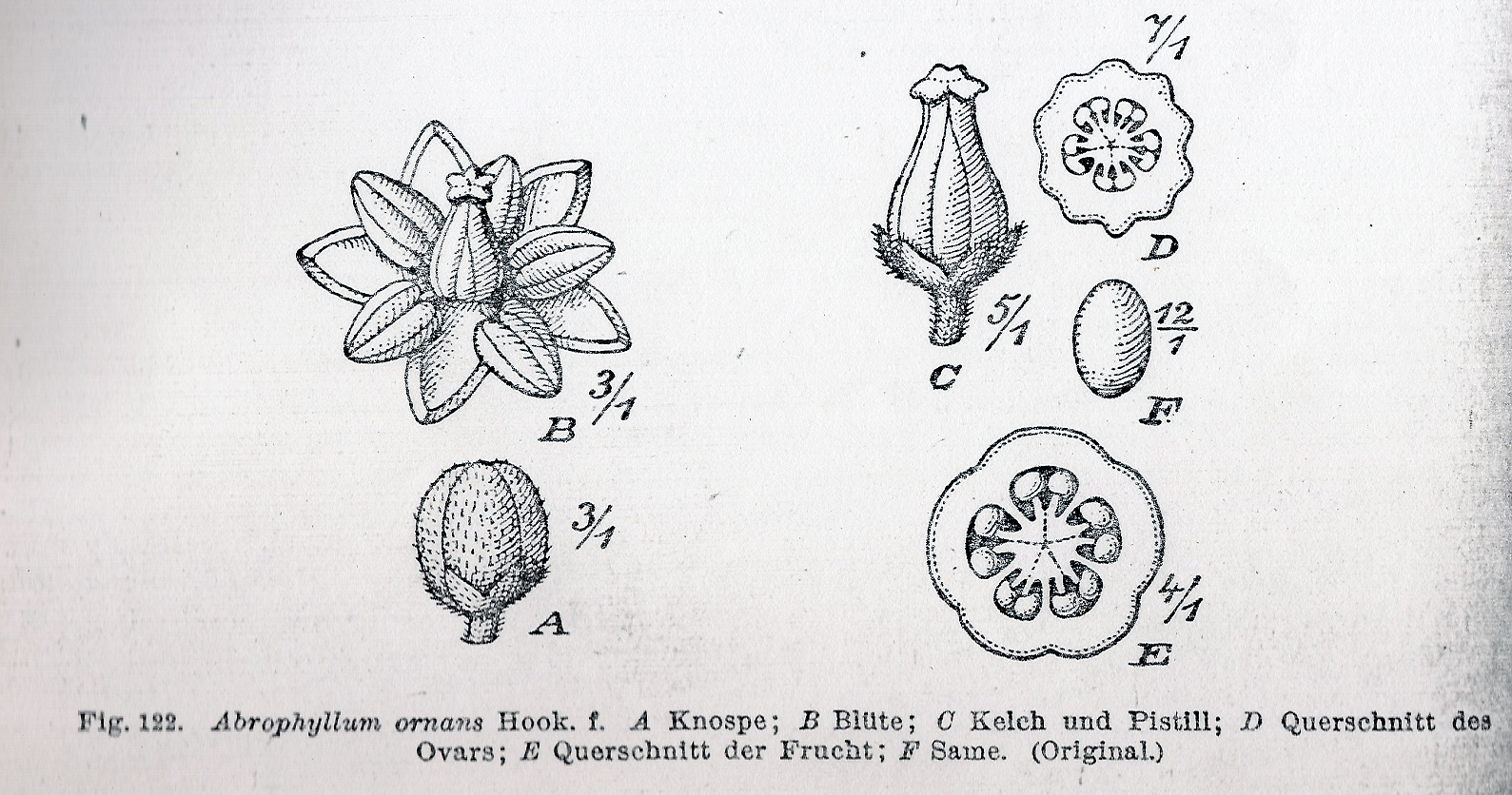
Abrophyllum ornans a Engler & Prantl